# HidroAysén

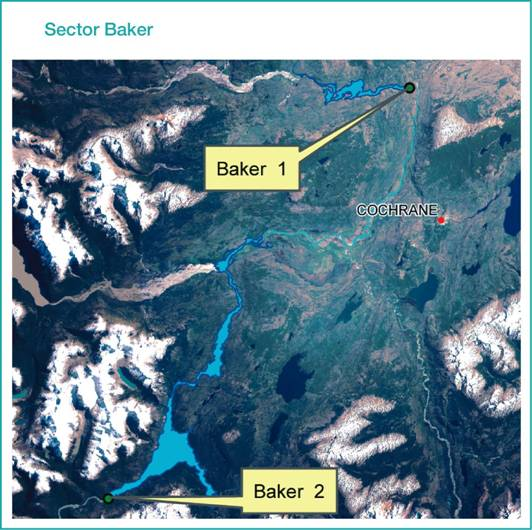
Mapa centrales Baker 1 y 2.

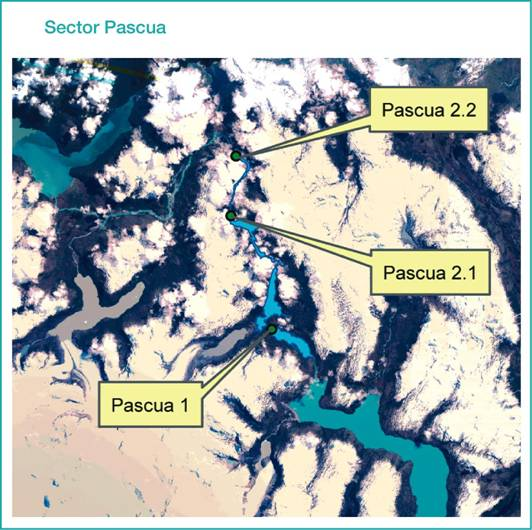
Mapa centrales Pascua 1, 2.1 y 2.2.

HidroAysén fue un proyecto que contemplaba la construcción y operación de cinco centrales hidroeléctricas, dos en el río Baker y tres en el río Pascua, ubicadas en la región de Aysén, en la Patagonia Chilena.
El complejo tendría una potencia instalada de 2.750 MW y una capacidad de 18.430 GWh de energía media anual, cuya inversión se estimó en unos US$ 3.200 millones, constituyéndose como el proyecto energético más importante que se haya estudiado en ese país hasta la fecha. Según la empresa responsable, al año 2020, el proyecto podría haber cubierto el 21% de la demanda del Sistema Interconectado Central (SIC). La construcción del proyecto contemplaba una línea de transmisión que transportaría la energía desde la región de Aysén hasta Santiago, para ser inyectada al SIC mediante una línea de corriente continua que poseería un tramo submarino entre las comunas de Chaitén y Puerto Montt.
La administración de Hidroaysén estuvo a cargo de una sociedad anónima constituida por las empresas generadoras de electricidad más grandes del país: ENDESA y Colbún S.A., cuya participación en la sociedad era de un 51% y 49% de las acciones, respectivamente. De haberse aprobado el proyecto, ambas empresas habrían pasado a concentrar el 80% de la generación eléctrica del país, estableciendo un duopolio del mercado de energía eléctrica de Chile.
El proyecto fue inicialmente aprobado el 9 de mayo de 2011 por autoridades del Gobierno de Sebastián Piñera. La decisión fue tomada por 11 consejeros, de los cuales 10 fueron votos a favor y sólo 1 fue abstención. Dicha decisión fue repudiada por un elevado porcentaje de la ciudadanía chilena. Diversas huelgas se desarrollaron en todo el país luego de conocerse la noticia. Los principales detractores iniciaron acciones legales en contra del proyecto, y masificaron las protestas organizadas.
Toda la planificación del proyecto no estuvo exenta de una fuerte crítica por parte de los sectores ambientalistas, así como de habitantes de la Región de Aysén y de todo el resto de Chile[cita requerida]. En abril de 2011, el proyecto HidroAysén ya contaba con un rechazo creciente del 61% por parte de la ciudadanía[cita requerida], a pesar de la enorme campaña publicitaria que han realizado los responsables para revertir, sin éxito, estos resultados. Luego de aprobado el proyecto, el mismo mes este porcentaje de rechazo aumentó a un 74%.
El 4 de abril de 2012 la Corte Suprema de Chile falló a favor del proyecto de centrales hidroeléctricas, desestimando los recursos presentados por grupos ambientalistas. No obstante, aún faltaba que se aprobase la segunda parte del Proyecto HidroAysén, que contemplaba un tendido eléctrico para transportar la energía generada por las centrales hacia los principales centros de consumo. La empresa anunció que este sería sometido a evaluación ambiental a fines del año 2012, aunque en mayo de ese año, Colbún S.A. solicitó la suspensión de dicha tramitación aduciendo la falta de un marco adecuado para proyectos energéticos de tal envergadura.
En junio de 2014 el proyecto global fue finalmente rechazado por un comité de ministros. A pesar de lo anterior, los socios de HidroAysén intentaron insistir con el proyecto, hasta que el 17 de noviembre de 2017 fue anunciada la cancelación definitiva del proyecto.

## Historia
Desde el año 1961 el Gobierno de Chile efectuó diferentes estudios para aprovechar el potencial hidroeléctrico de los ríos Baker y Pascua. A fines del año 2004, Endesa S.A. Chile inició un proceso de actualización y rediseño de los aprovechamientos hidroeléctricos de las cuencas de ambos ríos y a través de la incorporación de nuevas tecnologías y criterios de diseño, que conllevan variables ambientales y sociales modernas, se dio inicio al que se ha denominado «Proyecto Hidroeléctrico Aysén».
La primera fase del proyecto HidroAysén comenzó en el año 2005 con el inicio de los estudios técnicos, medioambientales y sociales. 
En agosto de 2007, HidroAysén presentó este proyecto que contempla la construcción de cinco centrales hidroeléctricas, dos en el río Baker y tres en el río Pascua.
El 14 de agosto de 2008, HidroAysén ingresó su Estudio de Impacto Ambiental (EIA) a la Comisión Nacional de Medio Ambiente (CONAMA) de Aysén, comenzando su proceso formal de evaluación.
Una semana después, el 22 de agosto, la CONAMA de la Región de Aysén, autoridad a la que le corresponde llevar a cabo la tramitación del proyecto HidroAysén, declaró admisible el estudio para continuar el proceso formal de evaluación, de acuerdo a lo que estipula la normativa ambiental vigente en Chile (ley 19.300).
En el marco de la evaluación formal del Estudio de Impacto Ambiental, se presentó el proyecto a las comunidades de Villa O’Higgins, Cochrane, Caleta Tortel, Puerto Bertrand, Puerto Río Tranquilo, Villa Cerro Castillo, Coyhaique y los sectores rurales de El Maitén y Los Ñadis. Este proceso se realizó entre el 6 y el 17 de octubre de 2008, contando con la participación de especialistas del proyecto.

### Sistema de Evaluación de Impacto Ambiental (SEIA)
El 14 de agosto de 2008, HidroAysén ingresó su estudio de impacto ambiental (EIA) a la Comisión Nacional de Medio Ambiente (CONAMA) de Aysén, comenzando su proceso formal de evaluación.
El 13 de noviembre del 2008, la CONAMA de Aysén entregó el primer Informe Consolidado de Aclaraciones, Rectificaciones y/o Ampliaciones (ICSARA N°1) para su Estudio de Impacto Ambiental, cuyo contenido constaba de 2.698 observaciones, realizadas por 32 de los 36 servicios públicos que participan en el proceso de calificación ambiental; incluyó también 11 transcripciones de observaciones ciudadanas. Por estas razones, HidroAysén (previo acuerdo con CONAMA Regional) suspende su tramitación ambiental por un periodo de nueve meses para desarrollar la Adenda N.º 1 al Estudio de Impacto Ambiental.
El 20 de octubre de 2009, la empresa entregó dicho documento a la autoridad ambiental pertinente, luego de solicitar una nueva ampliación del plazo, para evitar la superposición de dos grandes estudios ambientales en la CONAMA de Aysén.
En enero de 2010, la Comisión Regional de Medioambiente (COREMA) de Aysén publicó el segundo Informe Consolidado de Solicitud de Aclaraciones, Rectificaciones y/o Ampliaciones (ICSARA), instancia en la que recibió 1.114 observaciones.  En esa oportunidad la CONAMA de la Región de Aysén autorizó una ampliación en el plazo para el ingreso de la Adenda N.º 2 hasta el 29 de octubre. El día 28 de octubre, HidroAysén entregó la Adenda n.º 2.
El 25 de noviembre del mismo año se dio inicio a una de las últimas etapas en su proceso de tramitación ambiental, al recibir por parte de la CONAMA el tercer ICSARA, que redujo a 199 las observaciones al proyecto y resolviéndose, de paso, la mayor parte de las consultas realizadas por los servicios públicos.
Al día siguiente, HidroAysén anunció la suspensión del proceso de evaluación ambiental hasta el 15 de abril de 2011; fecha en la cual debió entregar la adenda con las respuestas a las observaciones efectuadas por los servicios públicos.
Claudio Meier, ingeniero especialista de la Universidad de Concepción, quien estuvo a cargo de la revisión del Estudio de Impacto Ambiental (EIA) del proyecto, encontró múltiples errores en el informe, así como información incompleta y mal presentada.
El 9 de mayo de 2011 la Comisión de Evaluación Ambiental (CEA) de Coyhaique aprobó el Estudio de Impacto Ambiental del Proyecto HidroAysén, por 11 votos a favor y un rechazo.

### Batalla legal

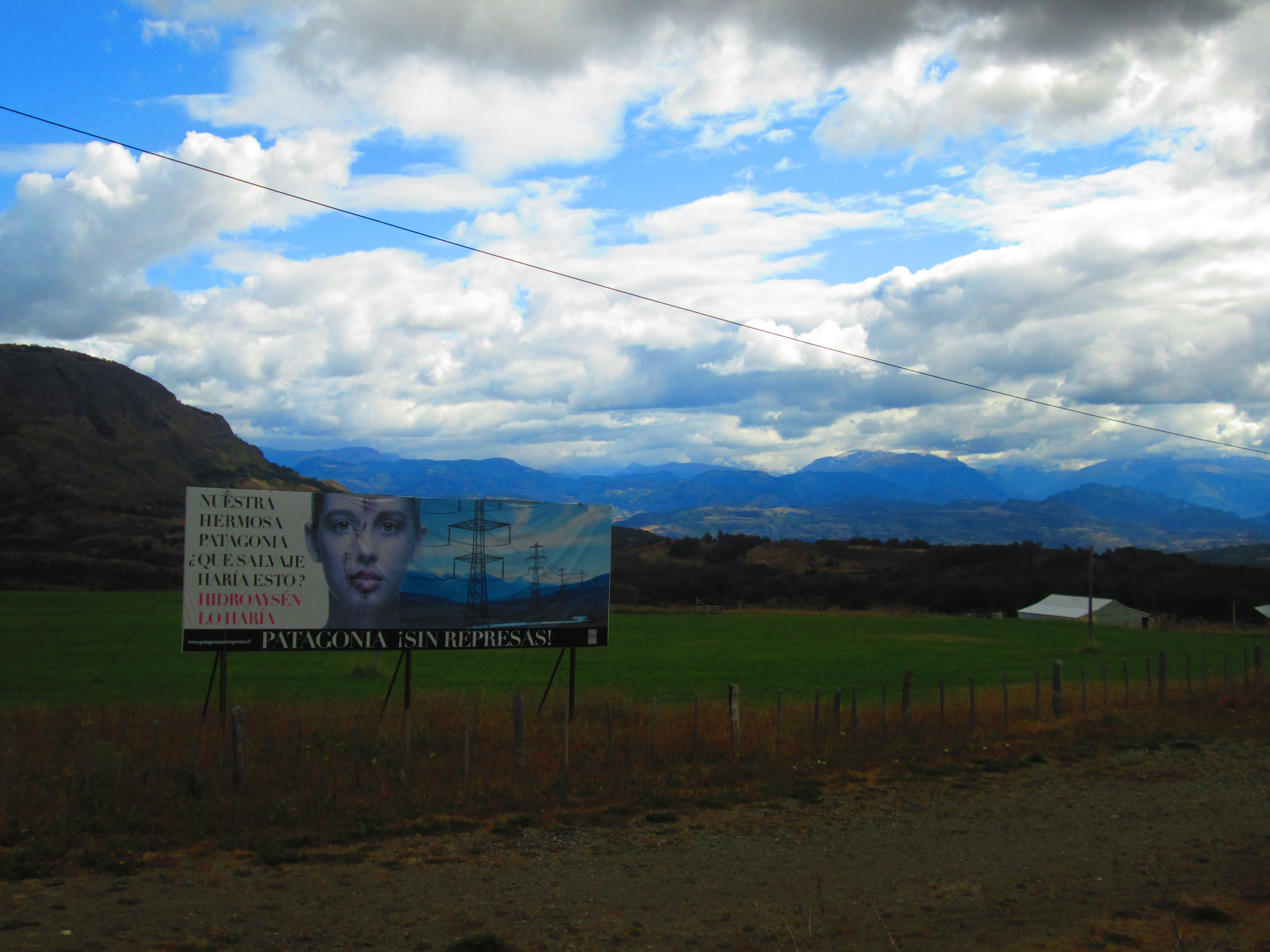
Anuncio de Patagonia Sin Represas al norte de Villa Cerro Castillo.

El 20 de junio de 2011, la Corte de Apelaciones de Puerto Montt declaró admisibles tres recursos de protección interpuestos por los senadores Antonio Horvath, y Guido Girardi, y los diputados Patricio Vallespin y Enrique Accorsi, junto a diversas organizaciones ambientalistas y personas individuales, en contra de la Comisión de Evaluación Ambiental (CEA) de la Región de Aysén, que calificó de forma favorable el denominado proyecto HidroAysén.
Paralelamente, el tribunal de alzada acogió una orden de no innovar incluida por los recurrentes, lo que impide que la sociedad formada por Endesa (51%) y Colbún (49%) pueda iniciar obras de construcción de las cinco represas aprobadas, "hasta que no se resuelva el fondo del asunto".
Sin embargo, la empresa manifestó explícitamente que no comenzaría trabajos de construcción en la zona hasta que no se aprobara ambientalmente la línea de transmisión del proyecto, y mientras los socios no tomasen la decisión de inversión.
Los recursos fueron inicialmente tramitados por la Corte de Apelaciones de Puerto Montt, ya que la de Coyhaique se había inhabilitado pues ya se había pronunciado en un recurso anterior, dándole el favor a HidroAysén. En dicha oportunidad fueron citados tanto los demandantes como los abogados de las organizaciones ambientales, pero ambos se ausentaron. Posteriormente los recursos fueron rechazados por la Corte de Apelaciones de Puerto Montt, y éstos pasaron a la Corte Suprema de Chile. Finalmente, el 4 de abril de 2012, los recursos también fueron rechazados por la Corte Suprema, dando así luz verde al desarrollo del proyecto.

### Renuncias y suspensión
En marzo de 2012, un mes antes de la aprobación definitiva del proyecto, tanto el presidente del directorio y director titular del proyecto, Juan Antonio Albarrán Ruíz-Clavijo, como el director suplente, Juan Eduardo Várquez Moya, renunciaron a sus respectivos cargos.
El 30 de mayo de 2012, el Grupo Matte, dueño de Colbún S.A. y, a través de este, del 49% de HidroAysén, anunció mediante un hecho esencial remitido a la Superintendencia de Valores y Seguros que solicitaría al directorio de HidroAysén suspender la tramitación ambiental de la línea de transmisión del proyecto eléctrico, aduciendo que la falta de una "política nacional que cuente con amplio consenso y otorgue los lineamientos de la matriz energética que el país requiere" no proporcionaría un marco adecuado para "desarrollar proyectos energéticos de esta magnitud y complejidad".

## Centrales hidroeléctricas
| Central    | Superficie Embalse | Energía Media Anual (GWH) | Potencia | Ubicación |
| ---------- | ------------------ | ------------------------- | -------- | --- |
| Baker 1    | 710 ha             | 4.420 GWh                 | 660 MW   | En la angostura Chacabuco, a 1 km aguas arriba de la confluencia de los ríos Baker y Chacabuco                                |
| Baker 2    | 3.600 ha           | 2.540 GWh                 | 360 MW   | En la angostura El Saltón, a 2 km aguas arriba de la confluencia de los ríos Baker y Saltón                                   |
| Pascua 1   | 500 ha             | 3.020 GWh                 | 460 MW   | En la angostura del Lago Chico, a 1,2 km aguas arriba de la confluencia del río Pascua con el desagüe del Lago Gabriel Quirós |
| Pascua 2.1 | 990 ha             | 5.110 GWh                 | 770 MW   | En la angostura del Río Pascua, unos 8 km aguas arriba del Sector San Vicente                                                 |
| Pascua 2.2 | 110 ha             | 3.340 GWh                 | 500 MW   | En la angostura San Vicente, unos 4 km aguas arriba de la confluencia del Río Pascua con el desagüe del Lago Quetru           |
| Total      | 5.910 ha           | 18.430 GWh                | 2.750 MW | |

- A esto se debe sumar la central Del Salto, primera en construirse para proveer de energía a la construcción de las otras 5 represas del PHA.[32]

## Impacto ambiental

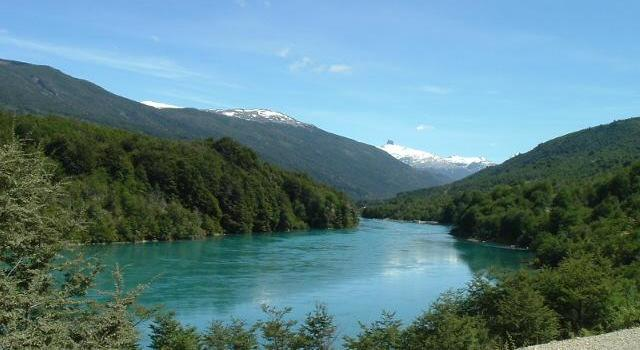
Río Baker, sobre el cual se construirían dos de las centrales hidroeléctricas.

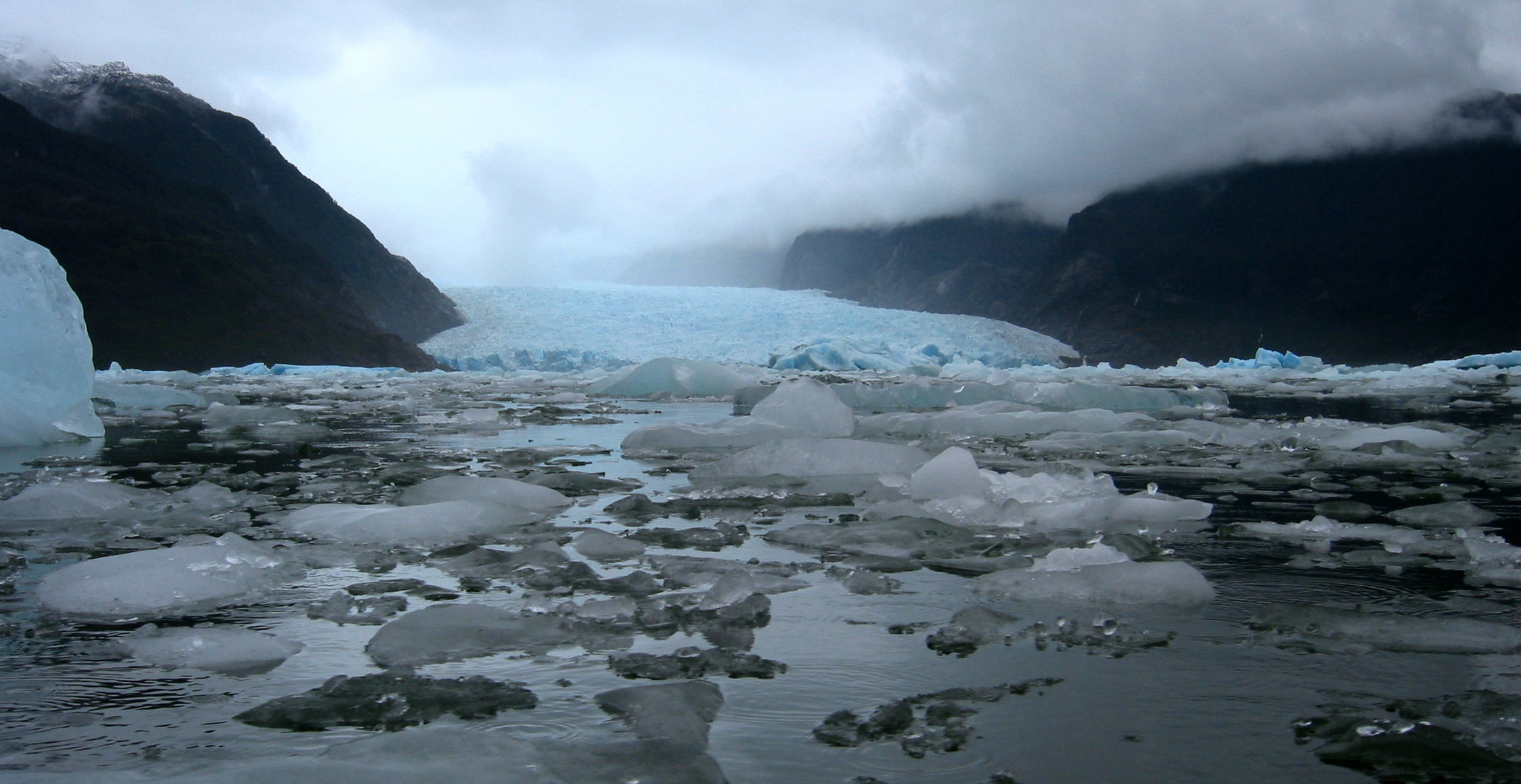
Laguna San Rafael, principal atractivo del parque nacional Laguna San Rafael.

Se estima que el proyecto Hidroaysén inundaría 5900 ha de reservas naturales, y movilizaría alrededor de 5000 trabajadores, nacionales o extranjeros. Para interconectar las distintas represas con el Sistema Interconectado Central (SIC), por su parte, se requerirían de 3000 km de extensión de tendido eléctrico.
Según estudios acerca del emplazamiento de las centrales, así como de los recorridos necesarios para transportar los materiales necesarios para su construcción, el proyecto afectaría a 6 parques nacionales, 11 reservas nacionales, 26 sitios prioritarios de conservación, 16 humedales y 32 áreas protegidas privadas. Además, se verían intervenidas 6 comunidades mapuche, cuatro de las comunas de Toltén, una de Lautaro y otra de Victoria.
Parte de la muralla de la central Baker 2 pasaría por las afueras del parque nacional Laguna San Rafael, encausando el río Baker y por tanto provocando daños ambientales irreversibles.

## Impacto social

### Crítica general
Hidroaysén ha generado el rechazo de una amplia mayoría de la ciudadanía chilena, así como de variados sectores políticos, religiosos, de ambientalistas chilenos y organizaciones ad hoc internacionales, creando una fuerte oposición a través de medios de comunicación y manifestaciones callejeras en todo el país y otras localidades del extranjero.
Existen estudios que afirman que estas represas en la Patagonia no son necesarias y que además serían muy perjudiciales para el mercado energético chileno ya que quitaría los incentivos de energías limpias y duraderas. Además, los impactos que generaría la construcción de mega centrales en un ambiente poco intervenido como es la Patagonia es un desastre no sólo ambiental sino que social para las comunidades que viven ahí.
A noviembre de 2009, el EIA y sus estudios de base presentan aún fallas fundamentales que requieren una revisión exhaustiva, como por ejemplo los estudios de base sismícos, volcanismo, y de crecidas catastróficas tipo GLOF (Glacial-Lake Outburst Flood). Se han presentado suficientes antecedentes en las revisiones realizadas por los organismos públicos como para concluir que sin más años de monitoreo y análisis, el riesgo ambiental y social que se correría es demasiado alto.
En abril de 2011 el rechazo al proyecto ascendió a un creciente 61% de la ciudadanía. Desde el mismo momento de la aprobación del proyecto el 9 de mayo de 2011, y con un aumento en el porcentaje de rechazo el mismo mes hasta un 74%, se realizaron numerosas manifestaciones en las calles, tanto en Chile como en otros países, muchas de las cuales en Chile fueron repelidas violentamente por parte de las fuerzas de carabineros. Esta violencia policial fue tal que Amnistía Internacional expresó su preocupación con respecto al tema, y la prensa española cuestionó el abuso de gases lacrimógenos empleados por carabineros.

### Patagonia sin represas

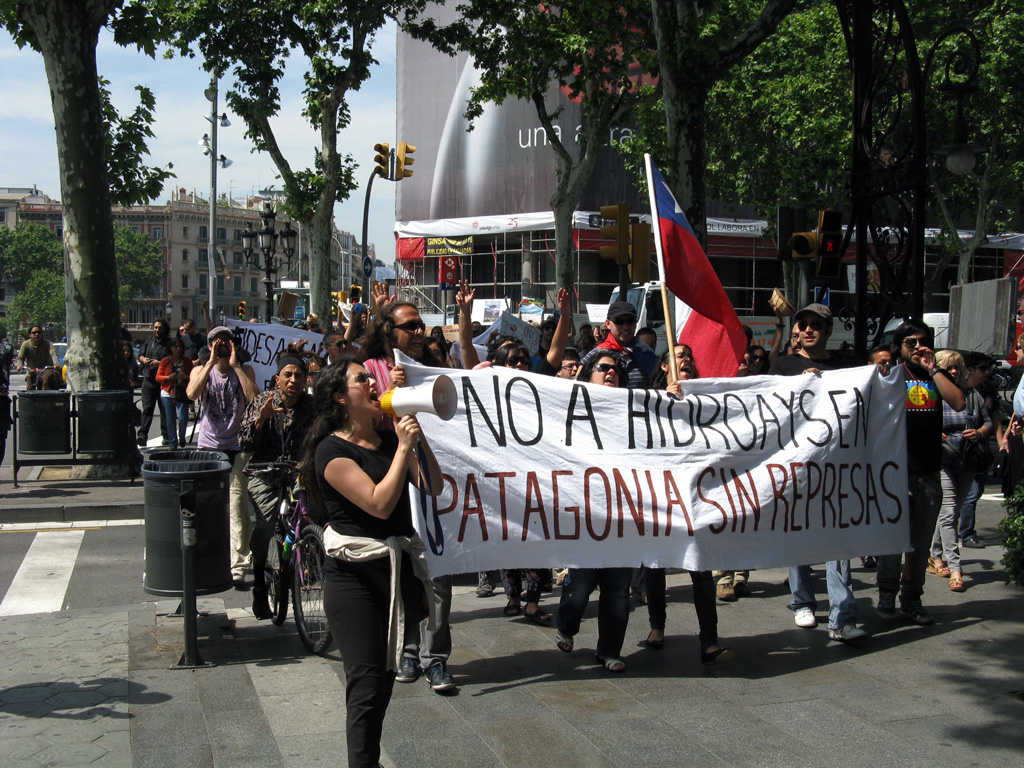
Manifestación contra HidroAysén realizada por chilenos en Barcelona, España, el 12 de mayo de 2011.

Este es un movimiento iniciado por Douglas Tompkins (1943-2015), empresario y ecologista estadounidense radicado en Chile. Está conformado por diversas organizaciones, así como individuos independientes, que se ha establecido como la mayor oposición organizada en contra del proyecto Hidroaysén. Ha realizado en diversas ocasiones marchas masivas de protesta, en contra de su construcción, y cuenta con el apoyo de un amplio segmento de la ciudadanía chilena, así como de otras entidades medioambientales internacionales de gran influencia mundial, como Greenpeace.
El movimiento, abiertamente opuesto a la construcción de centrales hidroeléctricas en la zona sur del país, propone alternativas para la generación de energías renovables.

#### Orígenes
A partir del año 2006, tras el anuncio del proyecto HidroAysén, organizaciones sociales y medioambientales manifestaron su inquietud sobre el impacto que su realización tendría dentro del ecosistema local. Así se inició una campaña de concientización sobre la importancia de la Patagonia y las razones para oponerse al proyecto.
Las primeras representaciones del movimiento fueron intervenciones fotográficas de las Torres del Paine, sector de la Patagonia reconocido como el quinto lugar más hermoso del mundo por National Geographic en el año 2013, en las que hileras de torres de alta tensión interrumpían el paisaje. Con las consignas escritas: «Patagonia chilena ¡Sin represas!» y «Aquí sería inaceptable, en Aysén también» buscando provocar la sensación de amenaza y concientizar sobre la necesidad de proteger este lugar de la intervención del hombre.
El movimiento contaba con el apoyo de organizaciones ambientales como el Natural Resources Defence Council, las intervenciones se hicieron masivas y diversas,  apareciendo en los diarios escritos y llegando a la televisión a través de un anunció que representaba, de manera audiovisual, la tala de un bosque para la construcción de torres de líneas de alta tensión. Llegó también al ámbito literario con la editorial Ocho Libros, que publicó Patagonia Chilena ¡Sin Represas! en 2007.

#### Masificación del movimiento y protestas
Entre 2009 y 2010, el movimiento alcanzó un apoyo significativo de la población, representado en forma de pequeñas marchas en el territorio nacional. En 2011 la adhesión se incrementó de manera exponencial, dando paso a un año marcado por movilizaciones estudiantiles y ambientalistas  luego de la aprobación del proyecto a principios de mayo.
Convocada por Acción Ecológica y otras organizaciones, el día 24 se realizó una marcha de Patagonia sin Represas en la Región Metropolitana, paralela a la que se realizaba en la Región de Valparaíso a las afueras del Congreso Nacional. Esta manifestación contra HidroAysén fue apoyada por doce parlamentarios de la época, destacando Guido Girardi y Carlos Bianchi.
En la protesta los asistentes se presentaron con pancartas a favor de la protección de la Patagonia y en contra el proyecto Hidroaysén. También asistieron asociaciones de estudiantes y grupos mapuche.
Al rechazo de una parte de la población y dirigentes ambientalistas se le sumó el rechazo por parte del exministro de Medio Ambiente, Pablo Badenier, en 2014, negando la posible construcción del proyecto hidroeléctrico.
La iglesia optó por tomar un rol más mediador, llamando al diálogo y a tomar una decisión más allá del interés económico.
El 20 de enero del 2016, un grupo de trescientas personas se reunió en la plaza de armas de Coyhaique, con el motivo de manifestarse contra el fallo a favor de la Central Hidroeléctrica ubicada en Río Cuervo. Esta movilización recibió el apoyo de organizaciones medioambientales y sociales mencionando una vez más la consigna “Patagonia Sin Represas”. La jornada también contó con el apoyo del alcalde de la localidad, Alejandro Huala.

#### Difusión en Internet
Desde sus inicios, el Consejo de Defensa de la Patagonia se encargó de masificar su campaña hacia los usuarios de internet a través de redes sociales y su sitio web oficial, donde plasmaron todo tipo de manifestaciones y preocupaciones desde la voz de la defensa. Al escribir la consigna en un buscador, los resultados dan cuenta de diversas páginas independientes que defienden la causa, en las cuales los usuarios se dedicaron a compartir información y contenidos difundidos a lo largo de Internet durante el apogeo del movimiento.
Tras la aprobación del proyecto HidroAysén en mayo de 2011, diversas manifestaciones en su contra fueron convocadas a través de redes sociales como Twitter y Facebook, que cumplieron un rol fundamental en la masificación de la campaña Patagonia Sin Represas, pasando de ser un movimiento regional a uno de carácter nacional.

### Declaraciones en contra del proyecto
Varios intelectuales de Chile han expresado públicamente su postura en contra de la construcción de Hidroaysén. En particular, el famoso economista Manfred Max-Neef, así como el escritor Luis Sepúlveda, enviaron cartas abiertas al Presidente de la República Sebastián Piñera antes de que el proyecto fuera aceptado, haciendo saber su oposición, y explicando sus distintas razones.
Artistas internacionales también han expresado su oposición a través de diversos medios. René Pérez, líder de la banda puertorriqueña Calle 13, así lo manifestó en un show de televisión del canal ABC de Estados Unidos. Por otra parte, diversos músicos chilenos han compuesto canciones de protesta referentes al tema. Entre ellos se pueden mencionar a Beto Cuevas, Ángel Parra, Camila Moreno, Inti-Illimani, Pedro Villagra, Joe Vasconcellos, Juana Fe, Difuntos Correa, Legua York y Álvaro Henríquez.
El 23 de mayo de 2011, el conocido periódico estadounidense The New York Times publicó una nota en oposición al proyecto Hidroaysén.
El 31 de mayo de 2012, el presidente de la Fundación Aysén Futuro, Antonio Horvath Gutiérrez, se refirió a la solicitud de suspensión del proyecto HidroAysén por parte de Colbún S.A. como una señal de que el proyecto se estaba volviendo menos ventajoso. Entre las razones que Horvath indicó se encontraban la antipatía hacia el proyecto por parte de miles de chilenos, malas prácticas en la presentación del proyecto, la instalación de una campaña del terror en los medios, y los crecientes costos para su realización, que están haciendo dudar a los inversionistas. Dicha fundación había ya realizado estudios y encuestas que mostraban un alto rechazo del proyecto en la región.

### Declaraciones a favor del proyecto

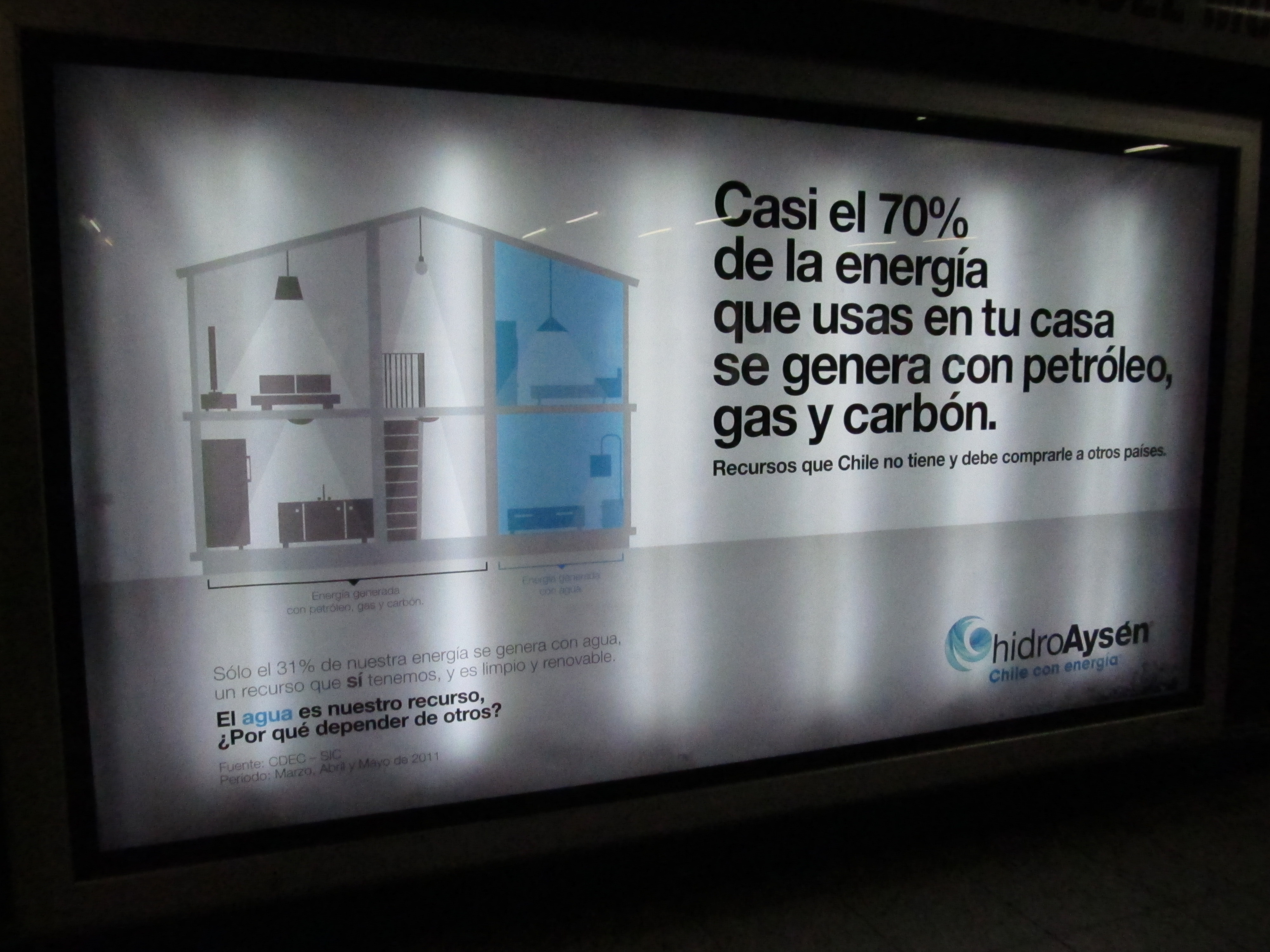
Tras la aprobación del proyecto y como respuesta a la campaña "Patagonia sin represas", HidroAysén inició una estrategia publicitaria para reivindicar el proyecto y hacer frente a las críticas, con anuncios en medios de comunicación masiva y exteriores.

Diversas entidades políticas y privadas del país han apoyado públicamente la realización del proyecto. Sebastián Piñera, anterior Presidente de Chile, dijo antes de asumir el cargo que si resultaba electo, apoyaría el proyecto, exigiendo a las empresas un compromiso con el medio ambiente. Luego durante el transcurso de su mandato en la Presidencia, y posteriormente a la aceptación del proyecto, reconfirmó en reiteradas veces su apoyo. El argumento central de Sebastián Piñera es la supuesta crisis energética futura en la que se vería inmerso el país si no se crean nuevas formas de producir energía prontamente. No obstante lo anterior, esta razón expresada por el presidente contrasta con los proyectos paralelos que planean vender electricidad a Argentina.
Por su parte, los exministros de energía Ricardo Raineri y Marcelo Tokman, así como el exministro de obras públicas Sergio Bitar también se han mostrado en diversas ocasiones a favor.
El Secretario General de la OEA, José Miguel Insulza, también se ha mostrado a favor del proyecto, diciendo que producir energía eólica o térmica resultan inviables por las grandes sumas de dinero que requieren. Por su parte, el 15 de mayo el expresidente de Chile Ricardo Lagos (2000-2006) afirmó que el proyecto Hidroaysén era necesario, por las necesidades energéticas del país. Al día siguiente, sin embargo, declaró que si bien Chile necesita de otras fuentes de energía, así como está el proyecto, «hay que decir que no», esgrimiento tres deficiencias de este: el que no existan reservas de agua suficientes para la agricultura en la zona, que aún no esté aprobada la línea de transmisión, y que en Chile no existe una política de apoyo clara a las energías renovables no convencionales.
Por otra parte, el ex Presidente de Chile Eduardo Frei, mientras era candidato presidencial fue enfático en considerar el proyecto HidroAysén como una alternativa viable, aunque recalcó que la empresa debe contestar las observaciones realizadas al estudio de impacto ambiental, para que la tramitación cumpla con la legislación establecida. A días de la aprobación del proyecto, respaldó la decisión, señalando que lo correcto es respetar a la institucionalidad, y que Chile no tiene otra alternativa que desarrollar distintos tipos de generación de energía. Finalmente, en diciembre del mismo año volvió a reafirmar su respaldo, señalando que Chile debe generar su propia energía, sea de manera hidráulica o nuclear.
La campaña publicitaria en los medios de comunicación lanzada en 2011 con la que HidroAysén intentó contrarrestar el rechazo ciudadano al proyecto hidroeléctrico, enfatizó en su mensaje que si el proyecto no se realizaba Chile funcionaría "a medias" después de diez años, a causa de cortes de energía debido a la escasa generación eléctrica que podría existir en 2021.[cita requerida]
Johannes Kaiser ha propuesto revivir el proyecto de HidroAysén.

## Impacto económico
En julio de 2012, el secretario ejecutivo del Consejo de Defensa de la Patagonia (CDP) y director ejecutivo de Chileambiente, Patricio Rodrigo, se refirió a un estudio realizado por la Universidad de Chile que dice que durante el período de construcción de las represas de HidroAysén habría pérdidas de 40 millones de dólares anuales, relacionados con el deterioro del valor comercial de los predios afectados, daño a la marca de productos de ganadería orgánica y disminución del turismo, además de la pérdida de más de 4000 empleos permanentes.
El coordinador de la Coalición Ciudadana Aysén Reserva de Vida y director de la filial Aysén de Codeff, Peter Hartmann, por su parte, se refirió a otro estudio realizado por la Universidad de Concepción, que decía que sólo cuantificando la degradación de dos de los paisajes que finalmente resultarían afectados, las pérdidas ascenderían a unos 210 millones de dólares.

## Conflictos de intereses
Laurence Golborne, excandidato presidencial, ex  Ministro de Obras Públicas (y entonces Ministro de Minería y Energía) del Gobierno de Sebastián Piñera, reconoció el domingo 15 de mayo de 2011, en una entrevista en el canal de televisión nacional TVN, que antes de ingresar al ministerio se le había ofrecido el cargo de Director del proyecto Hidroaysén, el cual rechazó poco antes de asumir el cargo de Ministro. Esto se suma a otra controversia anterior de posible conflicto de intereses, relacionada con el proyecto "Mina Invierno" en Isla Riesco, Región de Magallanes.
El 23 de junio de 2011, sólo tres días después de declararse admisibles tres recursos de protección contra el proyecto Hidroaysén, el analista del Serplac (Secretaría Regional Ministerial de Planificación y Coordinación) de la Región de Aysén, Gustavo Saldivia, reconoció que el lunes 26 de abril, último día destinado a documentar objeciones sobre el proyecto, se le ordenó, desde los altos mandos del Gobierno, cambiar su informe desde «con observaciones» a «conforme con algunas recomendaciones». Todo esto a pesar de que el mismo Saldivia no justificaba en ningún caso dicho cambio.
El 4 de abril de 2012 la Corte Suprema de Chile aprobó el proyecto, rechazando todos los recursos de protección que estaban en juicio. El ministro Pedro Pierry, que votó a favor del proyecto, poseía para entonces 109 840 acciones de Endesa, adquiridas en 1988 y valorizadas en más de 52 millones de pesos.